# Сеймур (округ Лафаєтт, Вісконсин)
Сеймур (англ. Seymour) — місто (англ. town) в США, в окрузі Лафаєтт штату Вісконсин. Населення — 392 особи (2020).

## Демографія
Згідно з переписом 2010 року, у місті мешкало 446 осіб у 143 домогосподарствах у складі 112 родин. Було 153 помешкання
Расовий склад населення:
| - 91,9 % — білих - 0,7 % — корінних американців - 6,3 % — осіб інших рас |

До двох чи більше рас належало 1,1 %. Частка іспаномовних становила 9,9 % від усіх жителів.
За віковим діапазоном населення розподілялося таким чином: 34,8 % — особи молодші 18 років, 57,1 % — особи у віці 18—64 років, 8,1 % — особи у віці 65 років та старші. Медіана віку мешканця становила 31,4 року. На 100 осіб жіночої статі у місті припадало 103,7 чоловіків;  на 100 жінок у віці від 18 років та старших — 115,6 чоловіків також старших 18 років.
Середній дохід на одне домашнє господарство  становив 77 216 доларів США (медіана — 61 136), а середній дохід на одну сім'ю — 74 776 доларів (медіана — 63 750). Медіана доходів становила 31 958 доларів для чоловіків та 37 321 долар для жінок. За межею бідності перебувало 7,8 % осіб, у тому числі 9,3 % дітей у віці до 18 років та 0,0 % осіб у віці 65 років та старших.
Цивільне працевлаштоване населення становило 227 осіб. Основні галузі зайнятості: сільське господарство, лісництво, риболовля — 54,2 %, роздрібна торгівля — 11,5 %, освіта, охорона здоров'я та соціальна допомога — 11,5 %.